# Chantenay-Villedieu
 Chantenay-Villedieu  es una población y comuna francesa, situada en la región de Países del Loira, departamento de Sarthe, en el distrito de La Flèche y cantón de Brûlon.

## Demografía
| 913 | 804 | 738 | 714 | 648 | 727 |
| Para los censos de 1962 a 1999 la población legal corresponde a la población sin duplicidades (Fuente: INSEE [Consultar]) |     |     |     |     |     |